# Nicomache ohtai
Nicomache ohtai är en ringmaskart som beskrevs av Michiya Miura och Hashimoto 1991. Nicomache ohtai ingår i släktet Nicomache och familjen Maldanidae. Inga underarter finns listade i Catalogue of Life.